# Laguna Lejía
Laguna Lejía är en sjö i Chile.   Den ligger i regionen Región de Antofagasta, i den norra delen av landet, 1 100 km norr om huvudstaden Santiago de Chile. Laguna Lejía ligger 4 326 meter över havet. Arean är 1,9 kvadratkilometer. Den sträcker sig 1,8 kilometer i nord-sydlig riktning, och 1,4 kilometer i öst-västlig riktning.
Trakten runt Laguna Lejía är ofruktbar med lite eller ingen växtlighet. Trakten runt Laguna Lejía är nära nog obefolkad, med mindre än två invånare per kvadratkilometer.